# 완주 화암사 극락전
완주 화암사 극락전 (完州 花巖寺 極樂殿)은 대한민국 전북특별자치도 완주군 화암사에 있는 조선시대의 불전이다. 2011년 11월 28일 대한민국의 국보 제316호로 지정되었다.

## 화암사의 역사
화암사는 불명산 시루봉 남쪽에 위치하는 작은 사찰이다. 창건에 관한 자세한 기록은 없지만 현재 이곳에 남아있는 <화암사중창비>에 의하면 통일신라 때 원효와 의상대사가 이 절에 머물며 수행하였다는 기록이 적혀있다.
중창비는 1425년(세종 7)에 성달생(成達生)이 절을 중창하고 기념하기 위해 쓴 글이다. 이 때 3칸의 불전을 매우 장려하게 짓고 차례로 승당(僧堂), 조성전(祖聖殿)등 여러 건물들을 완성하였는데 당시 지은 3칸 불전이 극락전인 것으로 전해진다.
화암사 극락전은 1981년 해체·수리 때 발견한 기록에 따르면, 정유재란 때 피해를 입고 1605년에 중건되었다. 이 건물은 정면 3칸, 측면 3칸의 맞배집으로서 현존하는 유일한 하앙식 건물로 유명하다.

## 구조 및 특징
극락전은 자연석의 낮은 기단 위에 세워져 있다. 초석은 자연석을 주좌 부분만 평탄하도록 치석하였고 기둥은 민흘림의 두리기둥을 사용했다. 어칸의 주간을 협칸보다 2자 정도 크게하여 어칸에는 4분합, 좌우 협칸에는 3분합 세살문을 시설했으며 측면은 전퇴에만 외짝문을 달았다. 공포는 전후면만 배치했는데, 주상에 각 1구씩을 두고 주간에도 1구씩 공포를 배치했으며, 전면 어칸에만 2개의 주간포를 짰다.
이 건물에서 가장 중요한 부분은 공포의 형상과 구조이다. 외2출목, 내3출목의 구조지만 그 위에 하앙 부재가 빗걸려있기 때문이다. 하앙은 보통 내단(內端)은 보나 도리에 고정시켜 지붕의 하중을 받게 하고 외단(外端)은 처마를 받치게 하여 두공을 중심으로 서로 균형을 이루는 구조이다. 일찍이 중국에서 발전된 이 구조는 중국이나 일본에서는 흔히 사용된 구조였다. 그러나 한국에서는 이 건물이 알려지기 전까지 유물 등을 통해서만 그 존재의 가능성을 추정해왔다. 국립부여박물관에 소장된 백제시대 청동제소탑편과 간송미술관의 금동불감에서 하앙 구조를 볼 수 있고, 또한 백제 장인들에 의해 만들어진 건물로 알려진 일본 법륭사의 금당과 5중탑에서 그 모습을 발견할 수 있다. 따라서 신라보다는 백제에서 성행했던 하나의 양식으로 추정되어 왔다.
그러나 화암사 극락전은 하앙재와 일부 하엽주두 외에는 전체적인 형상이 다포계 공포의 일반적인 모습이다. 초제공과 이제공은 살미의 끝만 살짝 들린 앙서형으로 강건한 힘이 느껴지는 중기 이전의 형상이라 할 수 있다. 정유재란에 전소되지 않고 건물 일부만 불탄 것을 옛 모습을 따라 중건하였기 때문으로 보인다. 하지만 여의주를 쥐고 있는 용의 발 모습을 투각한 전면 하앙과 주간포의 하엽주두, 연화 당초를 조각한 내부 살미 모습에서는 전 시대에 볼 수 없던 새로운 장식화 경향을 보여준다.
공포는 전면과 후면부가 차이가 있다. 뒷부분의 하앙은 그 끝이 위에서 사절된 날카로운 삼각형의 모습이고, 하앙재 위에 당초문이 돋을새김된 벼개목을 끼워 넣어 장여와 처마도리를 받치고 있다. 극락전의 내부는 고주없이 통칸으로 이루어졌다. 어칸 뒤쪽에 큼직한 불단을 조성하고 아미타여래를 주존으로 봉안하였으며 그 위를 화려한 닫집으로 장엄하였다. 닫집은 불단 위에 네 기둥을 세워 亞자형 지붕틀을 구성하였다. 안에는 커다란 비룡(飛龍)을 중심으로 비천상, 동자상, 연봉 물린 봉황 등을 목각하여 매달아 놓았는데 조선 중기 이후에 나타나는 유형이다. 천장은 우물천장이다. 중도리 안쪽을 한단 높게 하여 층급을 두었는데 반자에는 운학(雲鶴)과 연화문 등이 그려져 있다.
1981년에 지붕 부분 보수가 있었고, 2002년에 해체 수리하였다.

## 국보 지정 현황
- 규격 및 형식 : 정면 3칸, 측면 3칸, 1층, 맞배지붕, 바닥면적 61.66m2
- 지정구역 : 1필지 152m2
- 보호구역 : 2필지 4,198.6m2

### 지정 사유
화암사 극락전은 하앙식(下昻式)구조를 연구할 수 있는 유일한 목조건축으로 역사적, 건축적, 학술적으로 국보의 가치가 충분하다.

## 같이 보기
- 화암사

## 참고 자료
- 완주 화암사 극락전 - 국가유산청 국가유산포털